# 黃牛木
黃牛木 （學名：Cratoxylum cochinchinense） ，英文名稱：Yellow Cow wood、Smooth Barked Mempat），別稱黃牛茶、黄芽木、狗芽木、雀籠木、水杧果、鷓鴣木、節節花、滿天紅(廣西)、茶咯桌、梅低優、美啟烈、山狗芽等，為金絲桃科 ，黃牛木屬植物 。種加詞  cochinchinense  拉丁語意為「交趾支那的」。花期4－5月，果期6－11月。
「黃牛木」名稱的由來源於樹皮淡黃色像似黃牛因而得名。
黃牛木亦為灰蝶科萊灰蝶幼蟲的食物。

## 分佈及生境
分佈於中國、緬甸、越南、泰國、馬來西亞、印尼及菲律賓等地，此物種的模式標本採自於越南。在東南亞，此物種的生境包括巽他荒原森林和泥炭沼澤森林。中國境內分佈於廣東、廣西、香港及雲南南部等地 。多生長於丘陵或山地乾旱向陽坡上的次生林或灌木叢中，喜濕潤、酸性土壞，生長在海拔1240米以下，耐旱，萌發力強。

## 形態特徵
黃牛木是一種落葉灌木或小喬木，高約1.5－25米。全體無毛，樹皮光滑或有條紋，常以塊狀形式剝落使樹幹出現明顯的黃色、褐色或綠色的斑塊；樹幹底部有簇生的錐狀硬刺，枝條對生，幼枝淡紅色，無毛，幼枝略扁。葉披針形、長圓形或橢圓形，先端急尖或漸尖，基部鈍形至楔形，全緣，長約3－10.5厘米，寬約1－4厘米；單葉對生，長於枝的兩側略排列成一平面；葉柄長約2－3毫米；葉片紙質或簿革質，兩面均無毛，葉上面綠色，背面蒼白色，有透明腺點及黑點；葉側脈每邊約8－12條，兩面凸起，斜展，側脈末端不呈弧形閉合，葉中脈於葉面凹陷，下面則隆起，小脈呈網狀，兩面凸起。
花為聚傘花序，腋生、腋外生及頂生，有花1－3朵；花兩性，輻射對稱；總花梗長約3－10毫毛或以上；花直徑約1－1.5厘米，花梗長約2－3毫米；萼片5片，呈橢圓形，先端圓形，全面有黑色縱腺條，長約5－7毫米，寬約2－5毫米，結果時增大；花瓣5片，粉紅、深紅至黃紅色，先端圓形，基部楔形，呈倒卵形，脈間有黑脈紋，無鱗片，長約5－10毫米，寬約2.5－5毫米；雄蕊粗短，合生成3，柄寬扁至細長，長約4－8毫米；下面肉質腺體3，長圓形至倒卵形，呈盔狀，先端增厚反曲，長約3毫米，寬約1－1.5毫米；子房圓錐形，3室，無毛，長約3毫毛；花柱3，由基部叉開，呈線形，長2毫米。果為蒴果，橢圓形，棕色，無毛，頂部開裂，有宿存花萼，長約8－12毫米，寬約4－5毫米。種子每室5－8顆，倒卵形，基部具爪，不對稱，一側有翅，長約6－8毫米，寬約2－3毫米。  

## 醫藥用途
黃牛木根、嫩葉及樹皮入藥，味甘淡、微苦
，性涼。能清熱解毒，化濕消滯，去瘀消腫，跌打損傷。可治感冒發熱、咳嗽聲嘶、腸炎、腹瀉，消化不良、黃疸等。
中藥名為黃牛茶。
亦為涼茶廿四味的主要材料之一。

## 用途
黃牛木的木質堅硬紋理精緻，能供作雕刻及製作雀籠之用，故而成為別稱「鳥籠木」名稱的由來。嫩葉可作為茶葉，幼果可供作烹調香料之用。樹冠圓整，枝葉較密，可作行道樹或觀賞樹。亦有一些遠足人士會削下細棵的黃牛木權充拐杖

## 外部連結
- （简体中文）中国数字植物标本馆中的相关内容：黃牛木
- 中國高等植物數據庫
- 華南農業大學校園古樹名木網 （页面存档备份，存于）
- 黃牛木酮E Cudratricusxanthone E （页面存档备份，存于） 中草藥化學圖像數據庫 (香港浸會大學中醫藥學院) （中文）（英文）